# Schedelbasisfractuur
Een schedelbasisfractuur is een botbreuk, een fractuur van de schedelbasis. Een schedelbasisfractuur is niet de enige vorm van een schedelfractuur. De schedelbasis, die aan de onderkant van de schedel op de wervelkolom rust, is van vrij dik bot, zodat een breuk hierin pas bij een zwaar ongeval ontstaat. De bovenste wervels kunnen een scheur in de basis drukken wanneer de patiënt bijvoorbeeld met het hoofd op harde grond valt en vanuit de wervelkolom een grote kracht op de schedel wordt uitgeoefend. Bij een dergelijk ongeval kunnen hersenzenuwen en -centra bekneld raken. Vaak gaat de fractuur vergezeld met een hersenschudding, een shock of beide. Het harde hersenvlies kan als gevolg van een schedelbasisfractuur scheuren, er kan het kleurloze hersenvocht, liquor cerebrospinalis, uit de neus of de oren, liquorroe, lopen en er kunnen stoornissen van het bewustzijn optreden. Het is noodzakelijk, dat iemand die een schedelbasisfractuur heeft opgelopen in het ziekenhuis wordt opgenomen en daarbij is vaak een operatie nodig. Er zijn geen operaties nodig wanneer er zich geen dislocaties, geen onderlinge botverplaatsingen, hebben voorgedaan. De patiënt heeft veel rust nodig en vaak ook pijnstillers.

## Indeling
Naar plaats van de fractuur kunnen een voorste, middelste en achterste schedelbasisfractuur worden onderscheiden.
- Voor: breuk in de lamina fibrosis. Kenmerkend voor een voorste schedelbasisfractuur zijn bloeduitstortingen rond de ogen, bijvoorbeeld als een brilhematoom, Engels raccoon eyes, wasbeerogen, bloed en hersenvocht uit de neus en uitval van hersenzenuwen nervus olfactorius NI, de reukzenuw, en nervus opticus NII, de oogzenuw.
- Midden: breuk in het rotsbeen, het os petrosum. Kenmerkend voor een middelste schedelbasisfractuur zijn bloeduitstorting achter het oor, battle sign, genoemd naar de arts die het een naam gaf, bloed en hersenvocht uit het oor en uitval van hersenzenuwen nervus facialis NVII, de aangezichtszenuw, en nervus vestibulocochlearis NVIII, de gehoor- en evenwichtszenuw.